# Chieko Baishō
Chieko Baishō (倍賞千恵子, Baishō Chieko), née le 29 juin 1941 dans l'arrondissement de Toshima à Tokyo, est une actrice, chanteuse et seiyū japonaise.
Elle a joué le rôle de Sakura, la sœur du personnage principal Tora-san, dans les 50 films de la série  C'est dur d'être un homme.

## Biographie

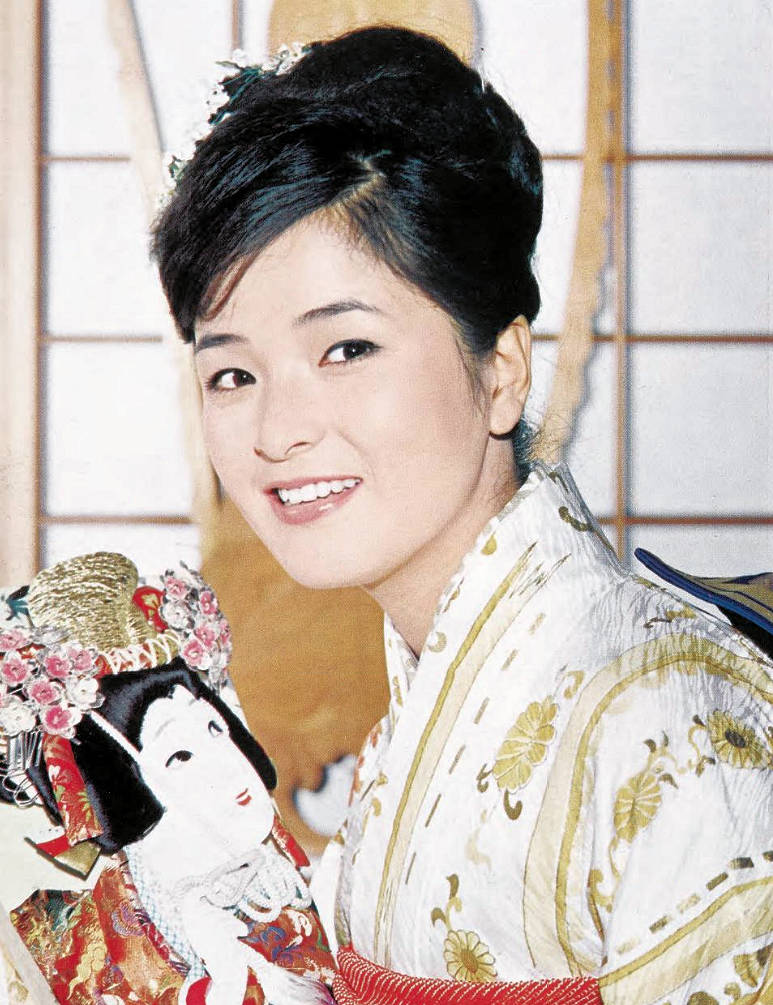
Chieko Baishō en 1963.

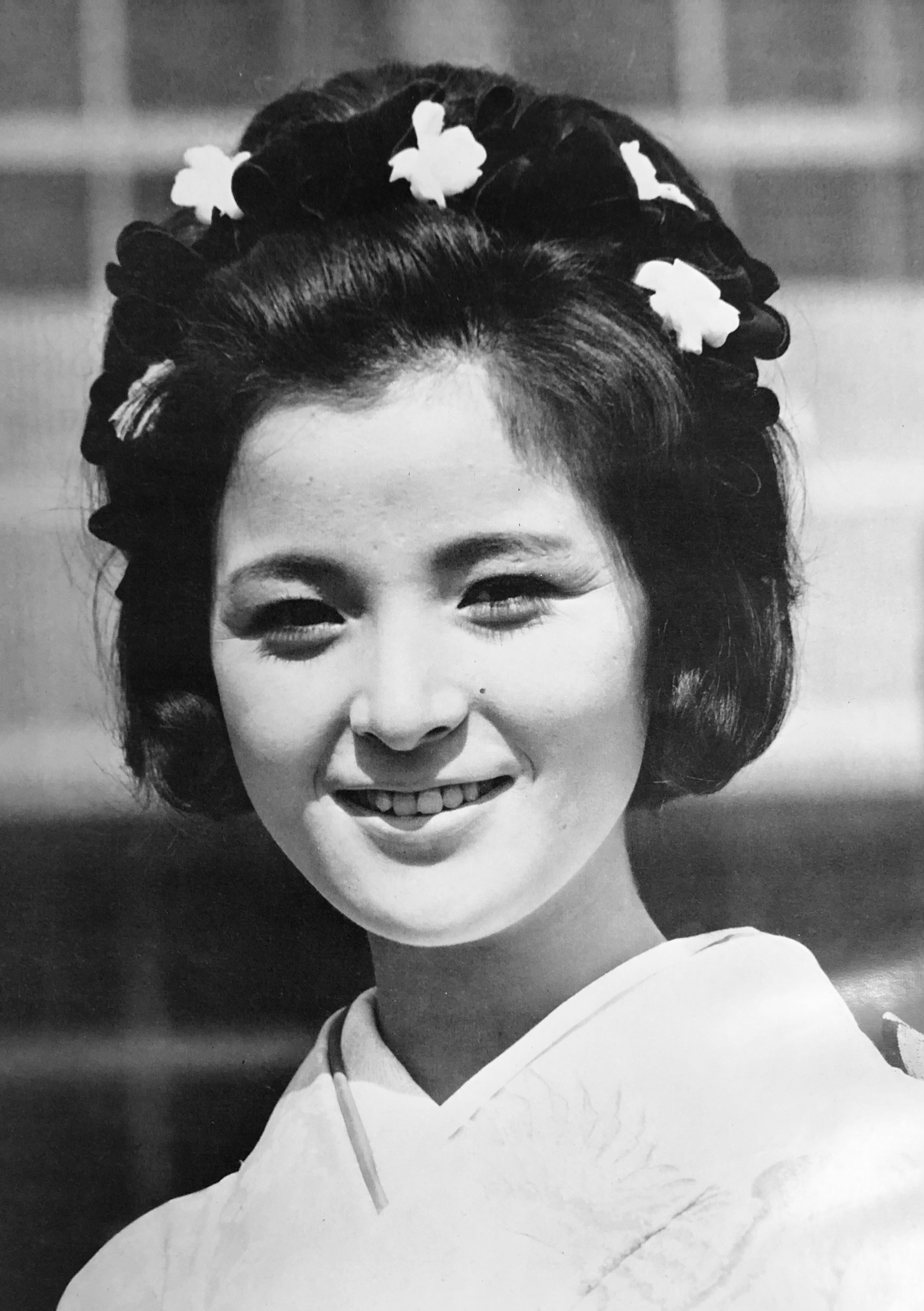
Chieko Baishō en 1965.

Chieko Baishō est mariée au compositeur japonais Reijirō Koroku, elle est la sœur de l'actrice Mitsuko Baishō.
Elle a tourné dans plus de 130 films entre 1959 et 2009, dont les 50 films de C'est dur d'être un homme. Elle y incarne la sœur du personnage principal, Tora-san, ainsi que d'autres rôles dans des rêves de celui-ci.
En 2022, elle joue le rôle principal dans Plan 75.

## Filmographie
Sauf indication contraire, la filmographie de Chieko Baishō est établie à partir de la base de données JMDb.

### Au cinéma

#### Années 1960

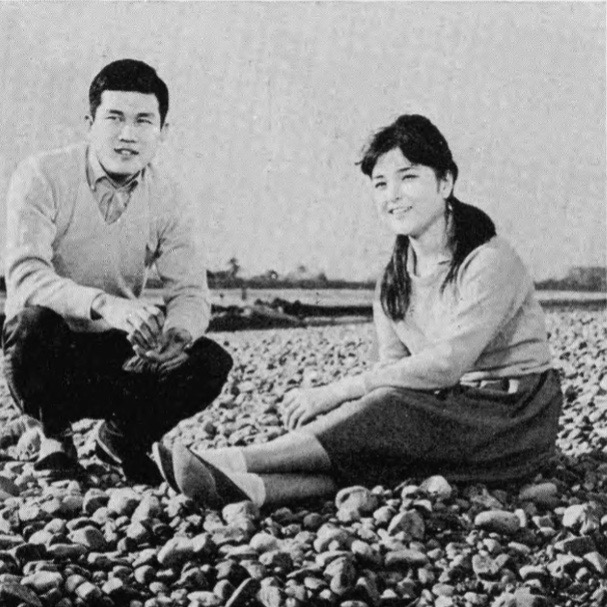
et Chieko Baishō dans Nagashibina (1962).

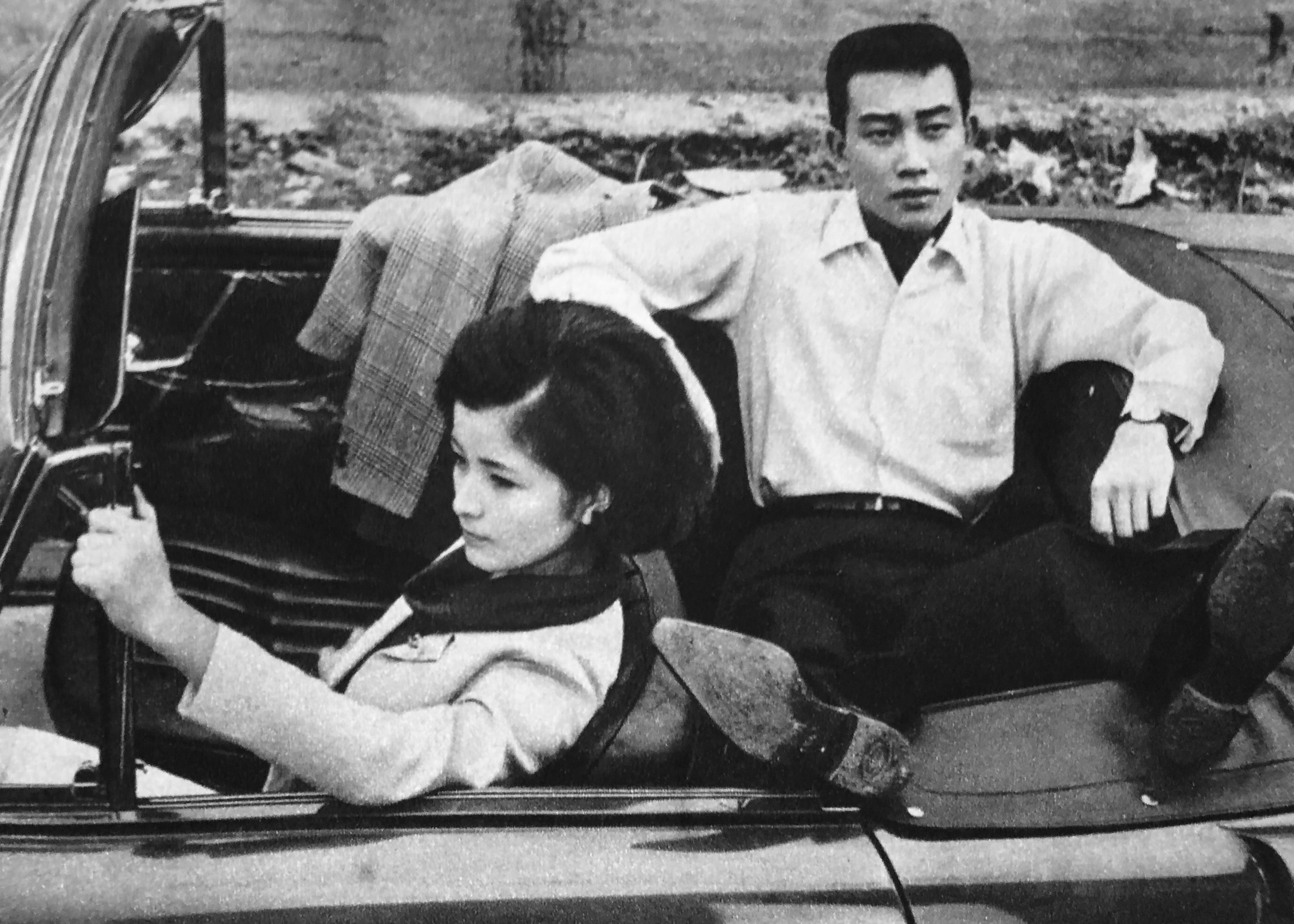
Chieko Baishō et Yukio Hashi dans Namida ni sayonara o (1965).

- 1961 : Madara onna (斑女?) de Noboru Nakamura
- 1961 : Mizutamari (水溜り?) de Kazuo Inoue (ja)
- 1961 : Flocons de nuages (雲がちぎれる時, Kumo ga chigireru toki?) de Heinosuke Gosho : Kaeko Kawaguchi
- 1961 : Shiroi minami kaze (白い南風?) de Chisato Ikoma
- 1961 : Furimuita hanayome (ふりむいた花嫁?) de Yoshiaki Banshō (ja)
- 1961 : Kinryōku (禁猟区?) de Seiichirō Uchikawa (ja)
- 1961 : Mama ouchi ga moeteru no (ママおうちが燃えてるの?) de Yoshirō Kawazu
- 1961 : Kigeki: Kane no minoru ki ni koi ga saku (喜劇 金の実る樹に恋が咲く?) de Seiichi Fukuda (ja)
- 1961 : Noren to hanayome (のれんと花嫁?) de Yoshiaki Banshō
- 1962 : Au Paradis des ivrognes (酔っぱらい天国, Yopparai tengoku?) de Minoru Shibuya
- 1962 : Nagashibina (流し雛?) de Yoshikazu Ōtsuki (ja)
- 1962 : Notre mariage (私たちの結婚, Watakushi-tachi no kekkon?) de Masahiro Shinoda
- 1962 : Kureijī no hanayome to shichinin no nakama (クレージーの花嫁と七人の仲間?) de Yoshiaki Banshō
- 1962 : Sannin musume kanpai! (三人娘乾杯！?) de Yoshiaki Banshō
- 1962 : Ai to kanashimi to (愛と悲しみと?) de Hideo Ōba
- 1962 : Yama no sanka: moyuru wakamono tachi (山の讃歌 燃ゆる若者たち?) de Masahiro Shinoda
- 1962 : Journal d'un ouvrier (二人で歩いた幾春秋, Futari de aruita iku haru aki?) de Keisuke Kinoshita
- 1962 : Maman, marie-toi ! (かあちゃん結婚しろよ, Kāchan kekkon shiroyo?) de Heinosuke Gosho
- 1962 : Kā-chan nagaiki shitene (かあちゃん長生きしてね?) de Yoshirō Kawazu
- 1962 : Hadashi no hanayome (はだしの花嫁?) de Yoshiaki Banshō
- 1962 : Aitsu bakari ga naze moteru (あいつばかりが何故もてる?) de Kin'ya Sakai (ja)
- 1962 : Naite waratta hanayome (泣いて笑った花嫁?) de Yoshiaki Banshō
- 1963 : Chante jeunesse ! (歌え若人達, Utae wakōdotachi?) de Keisuke Kinoshita
- 1963 : Shichinin no keiji (七人の刑事?) de Yoshikazu Ōtsuki
- 1963 : Hoshikuzu no machi (星屑の町?) de Kunio Matoi
- 1963 : Wakai yatsu (若いやつ?) de Hirokazu Ichimura (ja)
- 1963 : Shitamachi no taiyō (下町の太陽?) de Yōji Yamada
- 1963 : Futari de mune o hare (二人で胸を張れ?) de Kin'ya Sakai
- 1963 : Maiko-han (舞妓はん?) de Hirokazu Ichimura
- 1963 : Niji o tsukamu odoriko (虹をつかむ踊子?) de Tsuneo Tabata
- 1963 : Kagami no naka no razō (鏡の中の裸像?) de Noboru Nakamura
- 1963 : Odoritai yoru (踊りたい夜?) d'Umetsugu Inoue
- 1963 : Tsukiyo no wataridori (月夜の渡り鳥?) de Hirokazu Ichimura
- 1964 : Dōjō yaburi (道場破り?) de Seiichirō Uchikawa
- 1964 : Onnagirai (女嫌い?) de Hirokazu Ichimura
- 1964 : Un père de 21 ans (ja) (二十一歳の父, Niju issai no chichi?) de Noboru Nakamura[2]
- 1964 : Hana no Maiko-han (花の舞妓はん?) de Hirokazu Ichimura
- 1964 : Hadaka ikkan (裸一貫?) de Mitsuo Yagi
- 1964 : Kaibatsu zero meitoru (海抜０米?) de Yoshirō Kawazu
- 1964 : Imo samurai: Kaniemon (いも侍 蟹右衛門?) de Kōki Matsuno (ja)
- 1964 : Koibito yo (恋人よ?) de Kazui Nihonmatsu (ja)
- 1965 : Namida ni sayonara o (涙にさよならを?) de Yōichi Maeda (ja)
- 1965 : Ane to imōto (あねといもうと?) de Yoshirō Kawazu
- 1965 : Kono koe naki sakebi (この声なき叫び?) de Hirokazu Ichimura
- 1965 : Suttobi yarō (すっ飛び野郎?) de Hirokazu Ichimura
- 1965 : Zettai tasū (ぜったい多数?) de Noboru Nakamura
- 1965 : Kiri no hata (霧の旗?) de Yōji Yamada : Kiriko
- 1965 : Wakai shibuki (若いしぶき?) de Mitsuo Yagi
- 1965 : Sayonara wa dansu no ato ni (さよならはダンスの後に?) de Mitsuo Yagi
- 1965 : Akai taka (赤い鷹?) d'Umetsugu Inoue
- 1965 : Danshun (暖春?) de Noboru Nakamura
- 1966 : Hi no taiko (火の太鼓?) de Kazuo Hase (ja)
- 1966 : Si j'avais de la chance (運が良けりゃ, Un ga yokerya?) de Yōji Yamada
- 1966 : Haru ichiban (春一番?) de Hirokazu Ichimura
- 1966 : Courant chaud (暖流, Danryū?) de Yoshitarō Nomura
- 1966 : Koi to namida no taiyō (恋と涙の太陽?) d'Umetsugu Inoue
- 1966 : Yokobori kawa (横堀川?) de Hideo Ōba
- 1966 : Maman et ses onze enfants (かあちゃんと１１人の子ども, Kāchan to jūichi-nin no kodomo?) de Heinosuke Gosho
- 1966 : Le Vagabond nostalgique (なつかしい風来坊, Natsukashii furaibo?) de Yōji Yamada
- 1966 : Inochi hateru hi made (命果てる日まで?) de Yoshitarō Nomura
- 1967 : Le Grand Rêve de Kyuchan (九ちゃんのでっかい夢, Kyūchan no dekkai yume?) de Yōji Yamada
- 1967 : Ā, kimi ga ai (あゝ君が愛?) de Yoshitarō Nomura
- 1967 : Élégie de l'amour (愛の讃歌, Ai no sanka?) de Yōji Yamada
- 1967 : Onnatachi no niwa (女たちの庭?) de Yoshitarō Nomura
- 1967 : La Comédie du jeu : tentez votre chance (喜劇 一発勝負, Kigeki: Ippatsu shōbu?) de Yōji Yamada
- 1967 : Junjō ni jū sō (純情二重奏?) de Meijirō Umetsu (ja)
- 1967 : Inazuma (稲妻?) de Hideo Ōba
- 1968 : La Grande aventure de Hajime Hana (ハナ肇の一発大冒険, Hana Hajime no ippatsu daiboken?) de Yōji Yamada
- 1968 : Requiem pour un massacre (みな殺しの霊歌, Minagoroshi no reika?) de Tai Katō
- 1968 : Hakuchū dōdō (白昼堂々?) de Yoshitarō Nomura
- 1968 : Kigeki: Taian ryokō (喜劇 大安旅行?) de Masaharu Segawa
- 1969 : La Comédie du jeu : à tous les coups l'on gagne (喜劇 一発大必勝, Kigeki: Ippatsu daiboken?) de Yōji Yamada
- 1969 : Kekkon shimasu (結婚します?) de Noboru Nakamura
- 1969 : Kigeki: Konzen ryokō (喜劇 婚前旅行?) de Masaharu Segawa
- 1969 : Kigeki: Gyakuten ryokō (喜劇 逆転旅行?) de Masaharu Segawa
- 1969 : C'est dur d'être un homme (男はつらいよ, Otoko wa tsurai yo?) de Yōji Yamada
- 1969 : Kigeki: Yosakoi ryokō (喜劇 よさこい旅行?) de Masaharu Segawa
- 1969 : C'est dur d'être un homme : Maman chérie (続・男はつらいよ, Zoku otoko wa tsurai yo?) de Yōji Yamada

#### Années 1970
- 1970 : C'est dur d'être un homme : Le Grand Amour (男はつらいよ フーテンの寅, Otoko wa tsurai yo: Fūten no Tora?) d'Azuma Morisaki (en)
- 1970 : Kigeki: Enmusubi ryokō (喜劇 縁結び旅行?) de Masaharu Segawa
- 1970 : C'est dur d'être un homme : Le Millionnaire (新・男はつらいよ, Shin otoko wa tsurai yo?) de Shun'ichi Kobayashi (ja)
- 1970 : C'est dur d'être un homme : Tora-san est nostalgique (男はつらいよ 望郷篇, Otoko wa tsurai yo: Bōkyō hen?) de Yōji Yamada
- 1970 : Kigeki: Ā gunka (喜劇 あゝ軍歌?) de Yōichi Maeda (ja)
- 1970 : Une famille (家族, Kazoku?) de Yōji Yamada : Tamiko Kazami
- 1971 : C'est dur d'être un homme : Un air de candeur (男はつらいよ 純情篇, Otoko wa tsurai yo: Junjō hen?) de Yōji Yamada
- 1971 : Kigeki: Kaiun  ryokō (喜劇 開運旅行?) de Masaharu Segawa et Akira Masuda
- 1971 : C'est dur d'être un homme : Le Bon Samaritain (男はつらいよ 奮闘篇, Otoko wa tsurai yo: Funtō hen?) de Yōji Yamada
- 1971 : Kigeki: Ōdorobō (喜劇 大泥棒?) de Yūsuke Watanabe (ja)
- 1971 : Naite tamaru ka (泣いてたまるか?) d'Akira Miyazaki (ja)
- 1971 : Kigeki: Ganbaranakuccha！ (喜劇 頑張らなくっちゃ！?) de Masaharu Segawa
- 1971 : C'est dur d'être un homme : Une vie simple (男はつらいよ 寅次郎恋歌, Otoko wa tsurai yo: Torajirō koiuta?) de Yōji Yamada
- 1972 : Kigeki: Yūwaku ryokō (喜劇 誘惑旅行?) de Masaharu Segawa
- 1972 : Et tous ces camarades sans voix (あゝ声なき友, Aa koe naki tomo?) de Tadashi Imai
- 1972 : Kigeki: Shachō-san (喜劇 社長さん?) de Toshinobu Ōmine
- 1972 : C'est dur d'être un homme : Mon cher quartier (男はつらいよ 柴又慕情, Otoko wa tsurai yo: Shibamata bojō?) de Yōji Yamada
- 1972 : Kokyō (故郷?) de Yōji Yamada
- 1972 : C'est dur d'être un homme : Rêve éveillé (男はつらいよ 寅次郎夢枕, Otoko wa tsurai yo: Torajirō yumemakura?) de Yōji Yamada
- 1973 : C'est dur d'être un homme : Élégie du vagabondage (男はつらいよ 寅次郎忘れな草, Otoko wa tsurai yo: Torajirō wasurenagusa?) de Yōji Yamada
- 1973 : C'est dur d'être un homme : Mon Torajirô à moi (男はつらいよ 私の寅さん, Otoko wa tsurai yo: Watashi no tora-san?) de Yōji Yamada
- 1974 : Tōkyō domannaka (東京ド真ン中?) de Yoshitarō Nomura
- 1974 : Natsukashi no eiga kayōshi (なつかしの映画歌謡史?) de Kōgi Tanaka
- 1974 : C'est dur d'être un homme : La Maladie d'amour (男はつらいよ 寅次郎恋やつれ, Otoko wa tsurai yo: Torajirō koiyatsure?) de Yōji Yamada
- 1974 : C'est dur d'être un homme : Les Affres de la paternité (男はつらいよ 寅次郎子守唄, Otoko wa tsurai yo: Torajirō komoriuta?) de Yōji Yamada
- 1975 : C'est dur d'être un homme : Un parapluie pour deux (男はつらいよ 寅次郎相合い傘, Otoko wa tsurai yo: Torajirō aiaigasa?) de Yōji Yamada
- 1975 : Harakara (同胞?) de Yōji Yamada
- 1975 : C'est dur d'être un homme : Intellectuellement vôtre (男はつらいよ 葛飾立志篇, Otoko wa tsurai yo: Katsushika risshihen?) de Yōji Yamada
- 1976 : C'est dur d'être un homme : La Libellule rouge (男はつらいよ 寅次郎夕焼け小焼け, Otoko wa tsurai yo: Torajirō yūyake koyake?) de Yōji Yamada
- 1976 : Futari no iida (ふたりのイーダ?) de Zenzō Matsuyama
- 1976 : C'est dur d'être un homme : Pur est le cœur du poète (男はつらいよ 寅次郎純情詩集, Otoko wa tsurai yo: Torajirō junjō shishū?) de Yōji Yamada
- 1977 : C'est dur d'être un homme : Mon Seigneur ! (男はつらいよ 寅次郎と殿様, Otoko wa tsurai yo: Torajirō to tonosama?) de Yōji Yamada
- 1977 : Les Mouchoirs jaunes du bonheur (幸福の黄色いハンカチ, Shiawase no kiiroi hankachi?) de Yōji Yamada
- 1977 : C'est dur d'être un homme : L'Entremetteur (男はつらいよ 寅次郎頑張れ!, Otoko wa tsurai yo: Torajirō ganbare!?) de Yōji Yamada
- 1978 : Bunkō nikki: Iiwatōbu no akai yane (分校日記 イーハトーブの赤い屋根?) d'Isao Kumagai
- 1978 : C'est dur d'être un homme : Tora-san entre en scène (男はつらいよ 寅次郎わが道をゆく, Otoko wa tsurai yo: Torajirō wagamichi o yuku?) de Yōji Yamada
- 1978 : C'est dur d'être un homme : Elle court, elle court la rumeur (男はつらいよ 噂の寅次郎, Otoko wa tsurai yo: Uwasa no Torajirō?) de Yōji Yamada
- 1979 : Ore-tachi no kōkyōgaku (俺たちの交響楽?) de Yoshitaka Asama
- 1979 : C'est dur d'être un homme : Tora-san ange gardien (男はつらいよ 翔んでる寅次郎, Otoko wa tsurai yo: Tonderu Torajirō?) de Yōji Yamada
- 1979 : C'est dur d'être un homme : L'Américain (男はつらいよ 寅次郎春の夢, Otoko wa tsurai yo: Torajirō haru no yume?) de Yōji Yamada

#### Années 1980
- 1980 : L'Écho de la montagne (遙かなる山の呼び声, Haruka naru yama no yobigoe?) de Yōji Yamada
- 1980 : C'est dur d'être un homme : Okinawa mon amour (男はつらいよ 寅次郎ハイビスカスの花, Otoko wa tsurai yo: Torajirō haibisukasu no hana?) de Yōji Yamada
- 1980 : C'est dur d'être un homme : Un drôle de père (男はつらいよ 寅次郎かもめ歌, Otoko wa tsurai yo: Torajirō kamome uta?) de Yōji Yamada
- 1981 : C'est dur d'être un homme : Tora-san et la geisha (男はつらいよ 浪花の恋の寅次郎, Otoko wa tsurai yo: Naniwa no koino Torajirō?) de Yōji Yamada
- 1981 : Eki, la gare (駅 STATION, Eki Station?) de Yasuo Furuhata : Kiriko
- 1981 : C'est dur d'être un homme : La Promesse (男はつらいよ 寅次郎紙風船, Otoko wa tsurai yo: Torajirō kamifūsen?) de Yōji Yamada
- 1982 : C'est dur d'être un homme : L'Indécis (男はつらいよ 寅次郎あじさいの恋, Otoko wa tsurai yo: Torajirō ajisai no koi?) de Yōji Yamada
- 1982 : C'est dur d'être un homme : Le Conseiller (男はつらいよ 花も嵐も寅次郎, Otoko wa tsurai yo: Hana mo arashi mo Torajirō?) de Yōji Yamada
- 1983 : Keiji monogatari 2: Ringo no uta (刑事物語２ りんごの詩?) de Rokurō Sugimura
- 1983 : C'est dur d'être un homme : La Chanteuse (男はつらいよ 旅と女と寅次郎, Otoko wa tsurai yo: Tabi to onna to Torajirō?) de Yōji Yamada
- 1983 : C'est dur d'être un homme : Priez pour nous Tora-san (男はつらいよ 口笛を吹く寅次郎, Otoko wa tsurai yo: Kuchibue o fuku Torajirō?) de Yōji Yamada
- 1984 : C'est dur d'être un homme : Marions-les (男はつらいよ 夜霧にむせぶ寅次郎, Otoko wa tsurai yo: Yogiri ni musebu Torajirō?) de Yōji Yamada
- 1984 : C'est dur d'être un homme : Amour interdit (男はつらいよ 寅次郎真実一路, Otoko wa tsurai yo: Torajirō shinjitsu ichiro?) de Yōji Yamada
- 1985 : C'est dur d'être un homme : Le Cœur sur la main (男はつらいよ 寅次郎恋愛塾, Otoko wa tsurai yo: Torajirō ren'aijuku?) de Yōji Yamada
- 1985 : C'est dur d'être un homme : L'Institutrice (男はつらいよ 柴又より愛をこめて, Otoko wa tsurai yo: Shibamata yori ai o komete?) de Yōji Yamada
- 1986 : Uemura Naomi monogatari (植村直己物語?) de Jun'ya Satō : Kimiko Uemura
- 1986 : Prise finale (キネマの天地, Kinema no tenchi?) de Yōji Yamada
- 1986 : Rikon shinai onna (離婚しない女?) de Tatsumi Kumashiro : Miyoko Yamakawa
- 1986 : Tabiji mura de ichiban no kubitsurinoki (旅路 村でいちばんの首吊りの木?) de Seijirō Kōyama
- 1986 : C'est dur d'être un homme : L'Oiseau bleu du bonheur (男はつらいよ 幸福の青い鳥, Otoko wa tsurai yo: Shiawase no aoi tori?) de Yōji Yamada
- 1987 : C'est dur d'être un homme : En route pour Hokkaidō ! (男はつらいよ 知床慕情, Otoko wa tsurai yo: Shiretoko bojō?) de Yōji Yamada
- 1987 : C'est dur d'être un homme : Il était une fois Tora-san (男はつらいよ 寅次郎物語, Otoko wa tsurai yo: Torajirō monogatari?) de Yōji Yamada
- 1988 : Espoir et Douleur (ダウンタウン・ヒーローズ, Dauntaun Hiirōzu?) de Yōji Yamada
- 1988 : C'est dur d'être un homme : Quelle salade ! (男はつらいよ 寅次郎サラダ記念日, Otoko wa tsurai yo: Torajirō sarada kinenbi?) de Yōji Yamada
- 1989 : Senba zuru (千羽づる?) de Seijirō Kōyama
- 1989 : C'est dur d'être un homme : Détour par Vienne (男はつらいよ 寅次郎心の旅路, Otoko wa tsurai yo: Torajirō kokoro no tabiji?) de Yōji Yamada
- 1989 : C'est dur d'être un homme : Mon oncle (男はつらいよ ぼくの伯父さん, Otoko wa tsurai yo: Boku no ojisan?) de Yōji Yamada

#### Années 1990
- 1990 : C'est dur d'être un homme : Les Vacances de Tora-san (男はつらいよ 寅次郎の休日, Otoko wa tsurai yo: Torajirō no kyūjitsu?) de Yōji Yamada
- 1991 : C'est dur d'être un homme : La Confession (男はつらいよ 寅次郎の告白, Otoko wa tsurai yo: Torajirō no kokuhaku?) de Yōji Yamada
- 1992 : C'est dur d'être un homme : C'est dur d'être Tora-san (男はつらいよ 寅次郎の青春, Otoko wa tsurai yo: Torajirō no seishun?) de Yōji Yamada
- 1993 : C'est dur d'être un homme : La Proposition de mariage (男はつらいよ 寅次郎の縁談, Otoko wa tsurai yo: Torajirō no endan?) de Yōji Yamada
- 1994 : C'est dur d'être un homme : La Dame du lac (男はつらいよ 拝啓 車寅次郎様, Otoko wa tsurai yo: Haikei, Kuruma Torajirō-sama?) de Yōji Yamada
- 1995 : C'est dur d'être un homme : Tora-san à la rescousse (男はつらいよ 寅次郎紅の花, Otoko wa tsurai yo: Torajirō kurenai no hana?) de Yōji Yamada
- 1996 : Niji o tsukamu otoko (虹をつかむ男?) de Yōji Yamada
- 1997 : C'est dur d'être un homme : Retour à Okinawa (男はつらいよ 寅次郎ハイビスカスの花 特別篇, Otoko wa tsurai yo: Torajirō haibisukasu no hana tokubetsuhen?) de Yōji Yamada
- 1997 : Niji o tsukamu otoko: Nangoku funtōhen (虹をつかむ男 南国奮斗篇?) de Yōji Yamada
- 1998 : Rennyo monogatari (蓮如物語?) d'Osamu Kasai (ja)

#### Années 2000
- 2004 : La Servante et le Samouraï (隠し剣 鬼の爪, Kakushi ken oni no tsume?) de Yōji Yamada
- 2008 : Kabei, notre mère (母べえ, Kābē?) de Yōji Yamada :  Hatsuko Nogami adulte
- 2009 : Honokaa Boy (ホノカアボーイ, Honokaa bōi?) d'Atsushi Sanada (ja) : Bee

#### Années 2010
- 2010 : Zatōichi: The Last (座頭市 THE LAST?) de Junji Sakamoto
- 2014 : La Maison au toit rouge (小さいおうち, Chiisai o-uchi?) de Yōji Yamada : Taki âgée
- 2019 : C'est dur d'être un homme : Tora-san pour toujours (男はつらいよ お帰り 寅さん, Otoko wa tsurai yo: Okaeri Tora-san?)[3] de Yōji Yamada
- 2022 : Plan 75 de Chie Hayakawa : Michi

### À la télévision
- 1977 : Aniki (あにき?) (série télévisée)

## Doublage
- 1981 : Unico (ユニコ?) de Toshio Hirata
- 1981 : Mobile Suit Gundam - Movie I (機動戦士ガンダム?) de  Ryōji Fujiwara (ja) : Kamaria Ray
- 1981 : Shunmao monogatari Taotao (シュンマオ物語タオタオ?)
- 1997 : Léo, roi de la jungle (劇場版 ジャングル大帝, Gekijōban janguru taitei?) de Yoshio Takeuchi : Lyre
- 2001 : Inochi no chikyū: Daiokishin no natsu (いのちの地球ダイオキシンの夏?) de Satoshi Dezaki (en)
- 2004 : Le Château ambulant (ハウルの動く城, Hauru no ugoku shiro?) de Hayao Miyazaki : Sophie (jeune et âgée)
- 2019 : Les Enfants du Temps (天気の子, Tenki no ko?) de Makoto Shinkai : Tomi

## Distinctions
Sauf indication contraire, les informations mentionnées dans cette section peuvent être confirmées par la base de données cinématographiques IMDb,  présente dans la section « Liens externes ».

### Décorations
- 2005 : Médaille au ruban pourpre[4]
- 2013 : Ordre du Soleil levant[4]

### Récompenses
- 1971 : prix Kinema Junpō de la meilleure actrice pour Une famille et C'est dur d'être un homme : Tora-san est nostalgique[5]
- 1971 : prix Mainichi de la meilleure actrice pour Une famille et C'est dur d'être un homme : Tora-san est nostalgique[6]
- 1976 : prix Blue Ribbon de la meilleure actrice dans un second rôle pour C'est dur d'être un homme : Un parapluie pour deux[7]
- 1980 : Hōchi Film Award de la meilleure actrice pour L'Écho de la montagne[8]
- 1981 : prix de la meilleure actrice pour L'Écho de la montagne et C'est dur d'être un homme : Okinawa mon amour aux Japan Academy Prize[9]
- 1981 : prix Mainichi de la meilleure actrice pour L'Écho de la montagne[10]
- 1982 : prix Kinema Junpō de la meilleure actrice pour Eki, la gare[5],[11]
- 1982 : prix Mainichi de la meilleure actrice pour Eki, la gare et C'est dur d'être un homme : Tora-san et la geisha[12]
- 1983 : prix spécial à la Japan Acadamy Prize[13]
- 1987 : Prix Kinuyo Tanaka[14],[15]

### Nominations
- 1978 : prix de la meilleure actrice pour Les Mouchoirs jaunes du bonheur, C'est dur d'être un homme : Mon Seigneur ! et C'est dur d'être un homme : L'Entremetteur aux Japan Academy Prize[16]
- 1980 : prix de la meilleure actrice dans un second rôle pour C'est dur d'être un homme : Tora-san ange gardien et C'est dur d'être un homme : L'Américain aux Japan Academy Prize[17]
- 1982 : prix de la meilleure actrice pour Eki, la gare aux Japan Academy Prize[18]
- 1987 : prix de la meilleure actrice pour Uemura Naomi monogatari, Tabiji mura de ichiban no kubitsurinoki et Rikon shinai onna aux Japan Academy Prize[19]
- 2021 : prix de la meilleure actrice pour C'est dur d'être un homme : Tora-san pour toujours aux Japan Academy Prize[20]
- 2023 : prix de la meilleure actrice pour Plan 75 aux Japan Academy Prize[21]